# Șăulia, Mureș

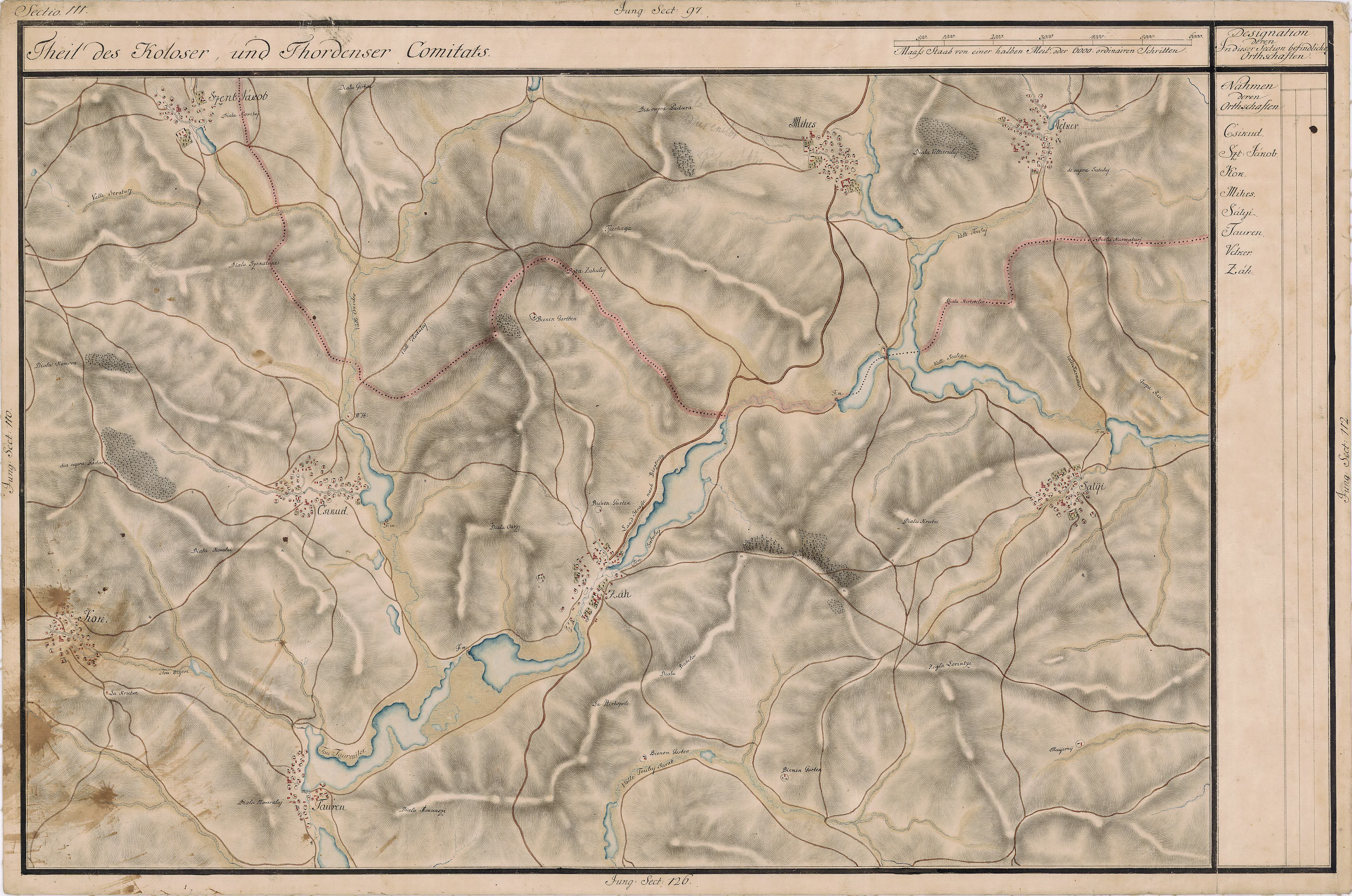
Șăulia în Harta Iosefină a Transilvaniei, 1769-1773

Șăulia, cunoscută și ca Șăulia de Câmpie (în maghiară Mezősályi), este satul de reședință al comunei cu același nume din județul Mureș, Transilvania, România.

## Istoric
În vatra satului Șăulia s-a descoperit o așezare neolitică tip locuire civilă de cultură Iclod în curtea familiei Anica Șoiom atribuindu-i-se codul RAN 119769.01.
Satul Șăulia este atestat documentar din anul 1377.
El apare de-a lungul istoriei sub diferite denumiri: "Pass Sauly, Sauoly, Sauli, Mezewsali, Census quiuquasimalis de Sawly nobilum, Saly, Seulya, Șeulia.
In zona comunei Șǎulia au fost descoperite, cu mai multi ani in urma, o serie de obiecte arheologice: fragmente ceramice (probabil eneolitice, de tip Iclod), monede romane imperiale, un varf de lance (datat sec.II î.C.).

## Localizare
Localitate situată în locul unde Pârâul de Câmpie primește apele râului Șesu și la intersecția drumurilor județene Târgu Mureș - Band
cu Luduș - Sărmașu. Suprafața totalǎ a comunei este de 26,25Km², respectiv 2625 ha, din care agricol 2290 ha, arabil 1850 ha, pașuni 287 ha, fânețe 153 ha, iar 335 ha sunt la categoria alte terenuri. Intravilanul cuprinde o suprafața de 142,02 ha.

## Populație
La recensământul din 1930 au fost înregistrați 2.143 locuitori, dintre care 1.964 greco-catolici, 105 ortodocși, 39 reformați, 16 romano-catolici ș.a.

## Personalități
- Alexandru Rusu (1884-1963), episcop greco-catolic de Baia Mare, ales mitropolit al BRU în 1946, arestat de autoritățile comuniste, decedat în închisoarea de la Gherla, ridicat la cinstea altarelor ca Fericit de către Papa Francisc in cadrul Liturghiei solemne celebrate pe Câmpia Libertății de la Blaj, duminică, 2 iunie 2019, unde au fost prezenți peste o sută de miii de credincioși
- Ion Aurel Stoica 1943 - 1994, politician român, ministru și vicepremier (28 martie 1990 - 28 iunie 1990) . A fost cǎsǎtorit cu Mariana Stoica, ambasador al României în Israel.

## Învățământul
- Prima școalǎ din Șǎulia a fost construitǎ în 1808, din pamânt bǎtut și era acoperitǎ cu șindrilǎ. A fost demolatǎ în 1960 deoarece prezenta mare pericol de a se surpa. În 1957 a început construirea unei școli noi, din cǎrǎmidǎ cu 4 sǎli de clasa.
- Biblioteca școlii și-a înbunǎtǎțit an de an colecția de cǎrți. Numǎrul de volume era de 922 în 1960, 1815 în 1970, 3765 in 1975, 5152 în 1985, de peste 5500 în 1989.

## Obiective turistice
- Pe suprafața pârâului Șesu s-au creat numeroase crescătorii piscicole. Zona a devenit atractivă pentru pescuit sportiv și recreere.

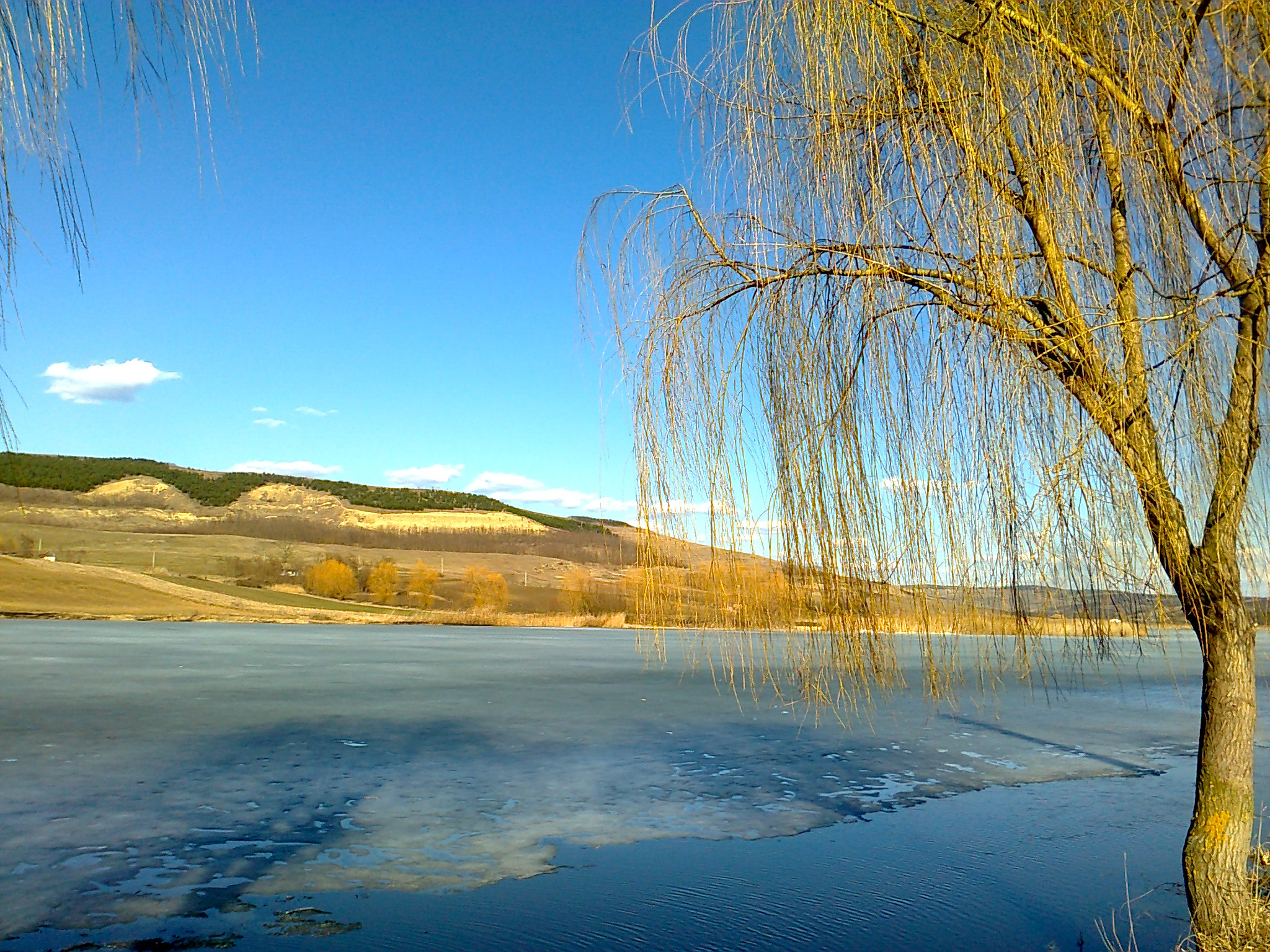
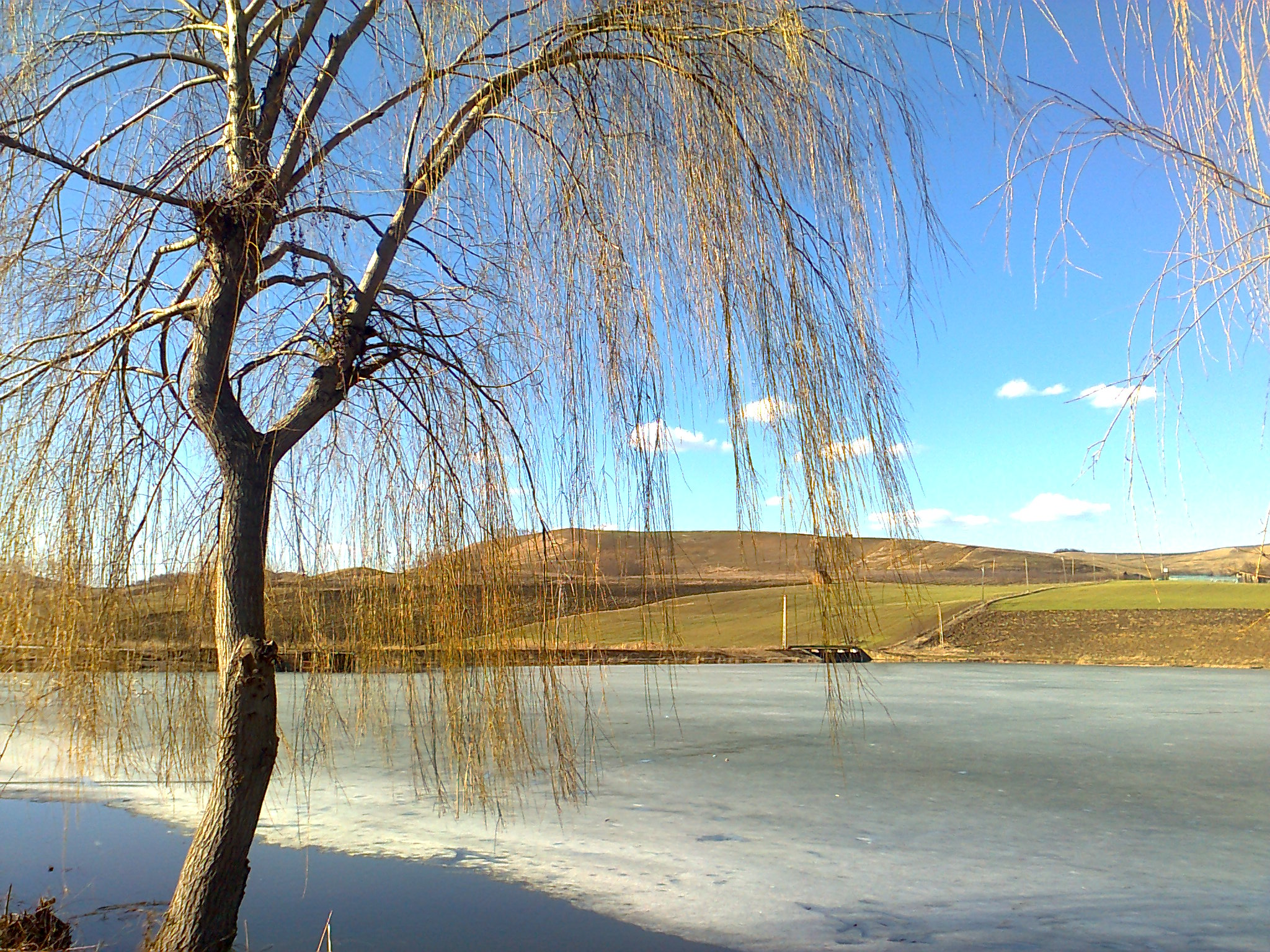